# Mieczysław Cukrowski
Mieczysław Cukrowski, ps. Konar (ur. 1925, zm. 28 stycznia 2014 w Kielcach) – major Wojska Polskiego, żołnierz Armii Krajowej, uczestnik akcji rozbicia więzienia UB w Kielcach w nocy z 4 na 5 sierpnia 1945 roku.

## Życiorys
Mieczysław Cukrowski urodził się w 1925 r. W 1939 dostał się do Technikum Mechanicznego przy Zakładach Metalowych w Skarżysku. Po wybuchu wojny trafił do niemieckiego obozu pracy w Bliżynie. Uciekł z niego wspólnie z kolegą, Mieczysławem Sołtysem i trafił do oddziału kpt. Antoniego Hedy Szarego. Początkowo przyjął pseudonim Bob, później walczył jako Konar. W oddziale, w stopniu starszego strzelca, dotrwał do końca wojny.
4 sierpnia 1945, na wezwanie dowódcy, Szarego, stawił się z kolegami o godzinie 6 rano w lesie koło Pogorzałego. W nocy, wraz z innymi bojowcami, zarekwirowanymi samochodami pojechał do Kielc. W trakcie akcji zdobywania więzienia, wraz z kolegami ubezpieczał od strony parku.
Mieczysław Cukrowski nie ujawnił się po wojnie. Wyjechał na Dolny Śląsk, gdzie uczył się i pracował. We Wrocławiu skończył studium wychowania fizycznego.
Po powrocie do Kielc podjął pracę na miejscowej politechnice. Trenował studentów, uzyskał uprawnienia trenera siatkówki I klasy. Prowadzona przez niego drużyna weszła do II ligi. Na uczelni pracował do emerytury.
Prawdę o uczestnictwie w odbijaniu więźniów z kieleckiego więzienia ukrywał skutecznie przez długie lata.
Awansowany do stopnia majora, w 2006 odznaczony Krzyżem Kawalerskim Orderu Odrodzenia Polski. Zmarł 28 stycznia 2014 r.  w Kielcach, w wieku 89 lat.